# Erfgoeddag

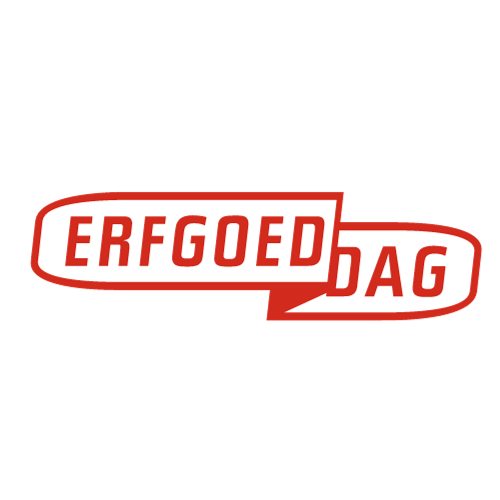

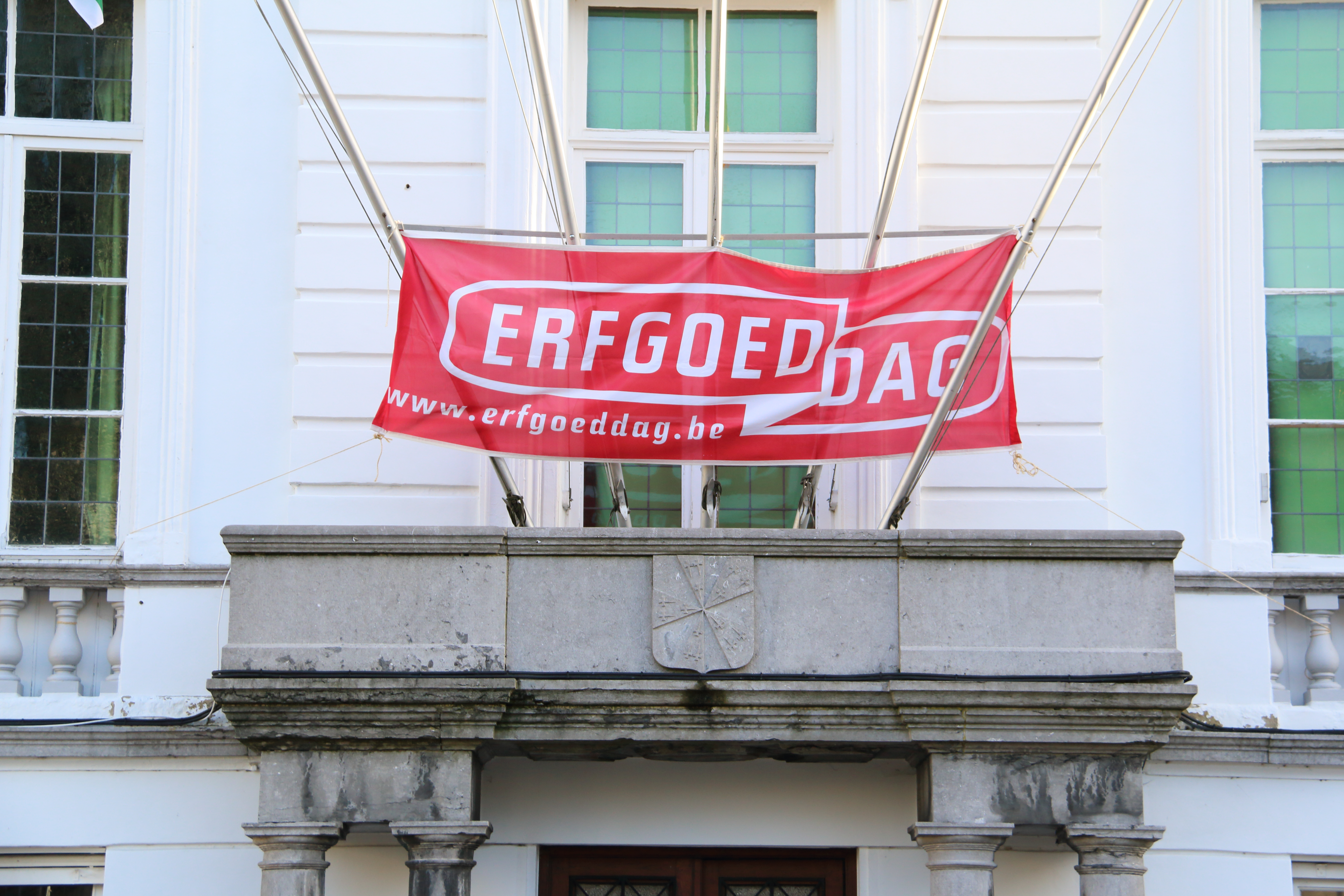
Erfgoeddag 2024 in Zottegem

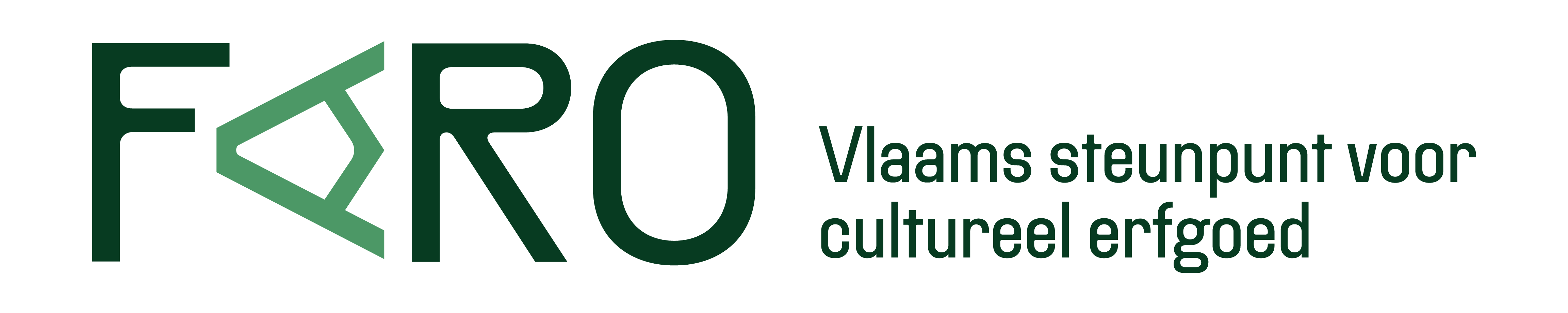

De Erfgoeddag is in Vlaanderen en Brussel een sinds 2001 jaarlijks terugkerend toonmoment voor de cultureel-erfgoedsector. Het roerend en immaterieel erfgoed centraal daarbij. De dag vindt plaats op de eerste zondag na de paasvakantie. Erfgoeddag wordt weleens verward met de Open Monumentendag die elk jaar in het najaar doorgaat. Daarbij gaat het vooral over onroerend erfgoed zoals monumenten, gebouwen, landschappen en sites.

## Geschiedenis
In april 2001 vond een eerste Erfgoedweekend plaats. Op zaterdag was er een Archievendag, de volgend dag gevolgd door een reeds bestaande Museumdag. De coördinatie was in handen van de Vlaamse Museumvereniging (VMV). Een jaar later werd al het cultureel erfgoed, en dus ook dat wat zich niet in archieven of musea bevond, aan het publiek gepresenteerd. Het thema 'Verzamelen, verzamelaars, verzamelingen' was de manier om deze doelstelling te bereiken. In 2003 vond het eerste Erfgoedweekend plaats op 26 en 27 april met als thema 'Op Reis!'. In 2004 werden de krachten gebundeld in een Erfgoeddag en sindsdien worden de activiteiten op zondag geconcentreerd. 

## Organisatie
Erfgoeddag wordt georganiseerd door FARO. Vlaams steunpunt voor cultureel erfgoed vzw. Het is een aspect van de decretale opdracht, namelijk het mee aansturen van de publieke beeldvorming over cultureel erfgoed. De erfgoeddagen bieden inspiratie om erfgoededucatie vorm te geven. Honderden musea, archieven, erfgoedbibliotheken, heemkundige kringen en andere erfgoedorganisaties en –instellingen zijn er bij betrokken.
De Erfgoeddag groepeert jaarlijks activiteiten rond een bepaald thema. Er zijn gratis te bezoeken tentoonstellingen en rondleidingen, lezingen, demonstraties, workshops, expertenbeurzen, wandelingen en fietstochten. Het evenement trok in 2024 een kwart miljoen bezoekers.

## Jaarthema's

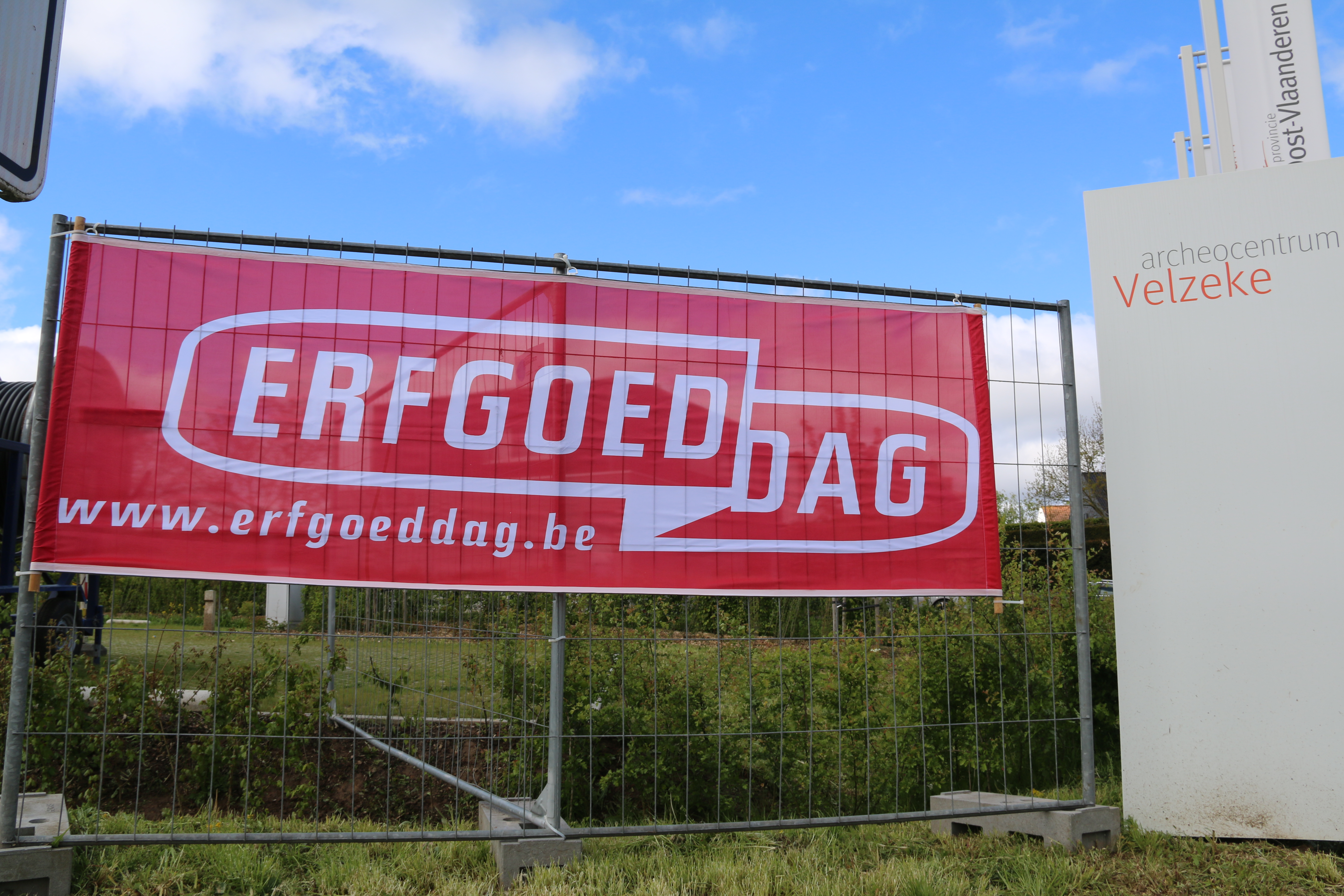
Erfgoeddag 2024, Provinciaal Archeocentrum Velzeke

De eerste editie bestond uit de samenvoeging van de reeds bestaande Museum- en Archievendag, onder de slogan 'Ontdek mijn verleden'.
- In 2002, bij het eerste Erfgoedweekend was er geen sprake meer van het duidelijke onderscheid tussen musea en archieven. Dat jaar was het thema Verzamelen, verzamelaars, verzamelingen.
- De 2003 editie stond in het teken van Op reis.
- In 2004 vond er een koerswissel plaats: het weekend werd een dag. Zo ontstond de Erfgoeddag. Het thema dat jaar was 't Zit in de familie.
- 2005 stond in het teken van Gevaar!.
- Een jaar later kon het publiek terecht bij honderden erfgoedorganisaties voor een editie In kleur.
- 2007 haalde met Niet te schatten het thema van de vele waarden (financieel, emotioneel, enzovoort) van cultureel erfgoed aan.
- De editie van 2008 onderzocht hoe men in het verleden tegen de toekomst aankeek. De slogan was Wordt verwacht.
- De negende editie ging over vriendschap, met Uit vriendschap!? als slogan.
- In 2010 was het alles wat vervalsingen, constructies, kopieën en imitaties dat de klok sloeg, met de roepnaam FAKE?
- De Erfgoeddag van 1 mei 2011 had als thema Armoe troef.
- Op 22 april 2012 was het thema Helden.
- Het thema van 2013 was Stop de tijd! Op zondag 21 april ging het dan uiteraard over de tijd, maar evengoed over de effecten van de tijd op ons cultureel erfgoed.
- In 2014 ging Erfgoeddag op zoek naar mentale, fysieke en financiële grenzen met Grenzeloos.
- Het thema van 2015 is Erf! focuste op het de verschillende aspecten van erven zoals het formele, het persoonlijke aspect en de culturele context errond.
- Het thema van 2016 was Rituelen en meer dan 700 gratis activiteiten boden het publiek de kans om grote en kleine rituelen te ontdekken: alledaagse rituelen zoals processies maar ook religieuze en geboorterituelen kwamen aan bod.
- In 2017 vond Erfgoeddag plaats op zondag 23 april en was het thema Zorg.
- Kiezen stond centraal tijdens Erfgoeddag 2018 op zondag 22 april.
- Op 28 april 2019 had de Erfgoeddag als thema Hoe maakt u het? en ging in op ambacht en vakmanschap.
- Op 25 en 26 april 2020 zou Erfgoeddag haar 20e editie vieren. Omwille van het coronavirus werd het voorziene feestweekend uitgesteld naar 2021.
- Op 24 en 25 april 2021 had Erfgoeddag als thema "De Nacht".
- Op zondag 24 april 2022 stond Erfgoeddag in het teken van onderwijs met als titel Erfgoeddag maakt school. Voor de eerste keer was er ook daaraan voorafgaand de Erfgoedweek van maandag 25 tot en met vrijdag 29 april 2022.
- Op zondag 23 april 2023 had Erfgoeddag als thema "Beestig!".
- Op zondag 21 april 2024 had Erfgoeddag als thema: "Thuis"
- Op zondag 27 april 2025 had Erfgoeddag als thema "Game on!"